# Liste der Monuments historiques in Xonrupt-Longemer
Die Liste der Monuments historiques in Xonrupt-Longemer führt die Monuments historiques in der französischen Gemeinde Xonrupt-Longemer auf.

## Liste der Immobilien
| Bezeichnung   | Beschreibung                                                                | Standort                  | Kennzeichnung | Schutzstatus | Datum | Bild           |
| ------------- | --------------------------------------------------------------------------- | ------------------------- | ------------- | ------------ | ----- | -------------- |
| Pont-des-Fées | Brücke über die Vologne, 18. Jahrhundert; auch auf dem Gebiet von Gérardmer | westlich des Ortes (Lage) | PA00107324    | Inscrit      | 1972  | weitere Bilder |

## Liste der Objekte
| Bezeichnung                      | Beschreibung                                      | Standort                         | Kennzeichnung | Schutzstatus | Datum | Bild |
| -------------------------------- | ------------------------------------------------- | -------------------------------- | ------------- | ------------ | ----- | ---- |
| Skulptur Madonna mit Kind        | 18. Jahrhundert                                   | in der Kapelle St-Florent (Lage) | PM88001878    | Inscrit      | 1984  |      |
| Grafik Madonna von Einsiedeln    | Farbe auf Papier, Ende des 18. Jahrhunderts       | in der Kapelle St-Florent (Lage) | PM88001884    | Inscrit      | 2010  |      |
| Gemälde Der Mönch Bilon          | Ölfarbe auf Leinwand, Holzrahmen, 19. Jahrhundert | in der Kapelle St-Florent (Lage) | PM88001105    | Classé       | 1985  |      |
| Glocke                           | Bronze, 1650 gegossen                             | in der Kapelle St-Florent (Lage) | PM88001883    | Inscrit      | 2010  |      |
| Skulptur Heiliger Florentius     | Holz, farbig gefasst, 18. Jahrhundert             | in der Kapelle St-Florent (Lage) | PM88001106    | Classé       | 1985  |      |
| Gemälde Madonna mit Kind         | Ölfarbe auf Leinwand, 19. Jahrhundert             | in der Kapelle St-Florent (Lage) | PM88001882    | Inscrit      | 1984  |      |
| Skulptur Heiliger Bartholomäus   | Holz, farbig gefasst, Ende des 16. Jahrhunderts   | in der Kapelle St-Florent (Lage) | PM88001024    | Classé       | 1985  |      |
| Skulptur Heiliger Quirinus       | 18. Jahrhundert                                   | in der Kapelle St-Florent (Lage) | PM88001877    | Inscrit      | 1984  |      |
| Pietà                            | Skulptur, 1770                                    | in der Kapelle St-Florent (Lage) | PM88001879    | Inscrit      | 1984  |      |
| Gemälde Mater dolorosa           | Ölfarbe auf Leinwand, 19. Jahrhundert             | in der Kapelle St-Florent (Lage) | PM88001881    | Inscrit      | 1984  |      |
| Gemälde Kopf eines jungen Mannes | Ölfarbe auf Leinwand, 19. Jahrhundert             | in der Kapelle St-Florent (Lage) | PM88001107    | Classé       | 1985  |      |
| Skulptur Heiliger Goericus       | 18. Jahrhundert                                   | in der Kapelle St-Florent (Lage) | PM88001875    | Inscrit      | 1984  |      |
| Skulptur Heilige Richardis       | 18. Jahrhundert                                   | in der Kapelle St-Florent (Lage) | PM88001876    | Inscrit      | 1984  |      |
| Kruzifix                         | 18. Jahrhundert                                   | in der Kapelle St-Florent (Lage) | PM88001880    | Inscrit      | 1984  |      |